# Gary O'Neil
Gary Paul O'Neil, född 18 maj 1983 i Beckenham, är en engelsk fotbollstränare och före detta fotbollsspelare som avslutade sin fotbollskarriär genom spel i Bolton 2018–19.